# Leptospermum scoparium
Leptospermum scoparium, el manuka o árbol del té, es un arbusto o árbol bajo. Se distribuye por las costas áridas del este de la Isla Norte y la Isla del Sur en Nueva Zelanda, y en Tasmania, Victoria y Nueva Gales del Sur en Australia. 

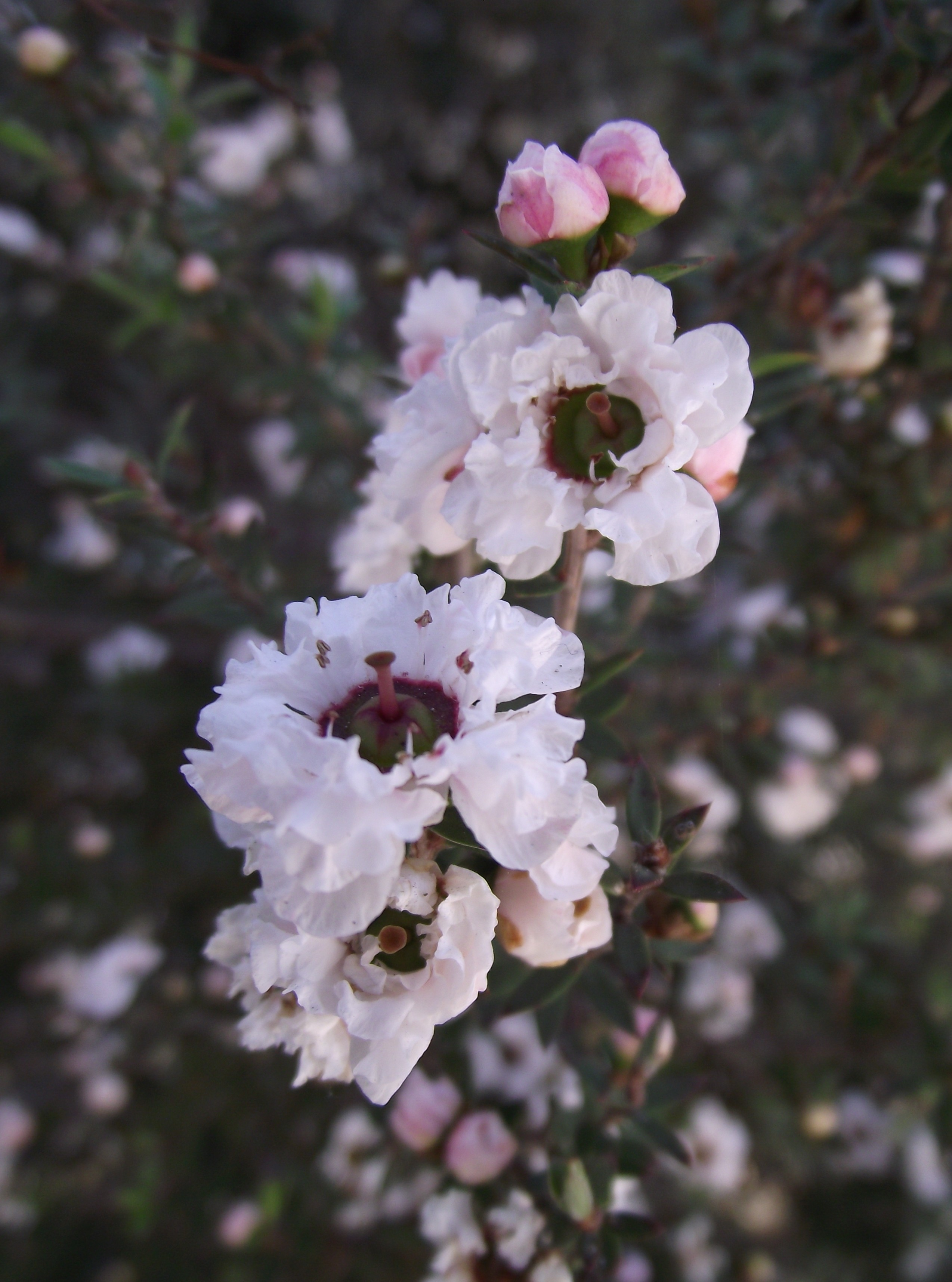
Detalle de las flores

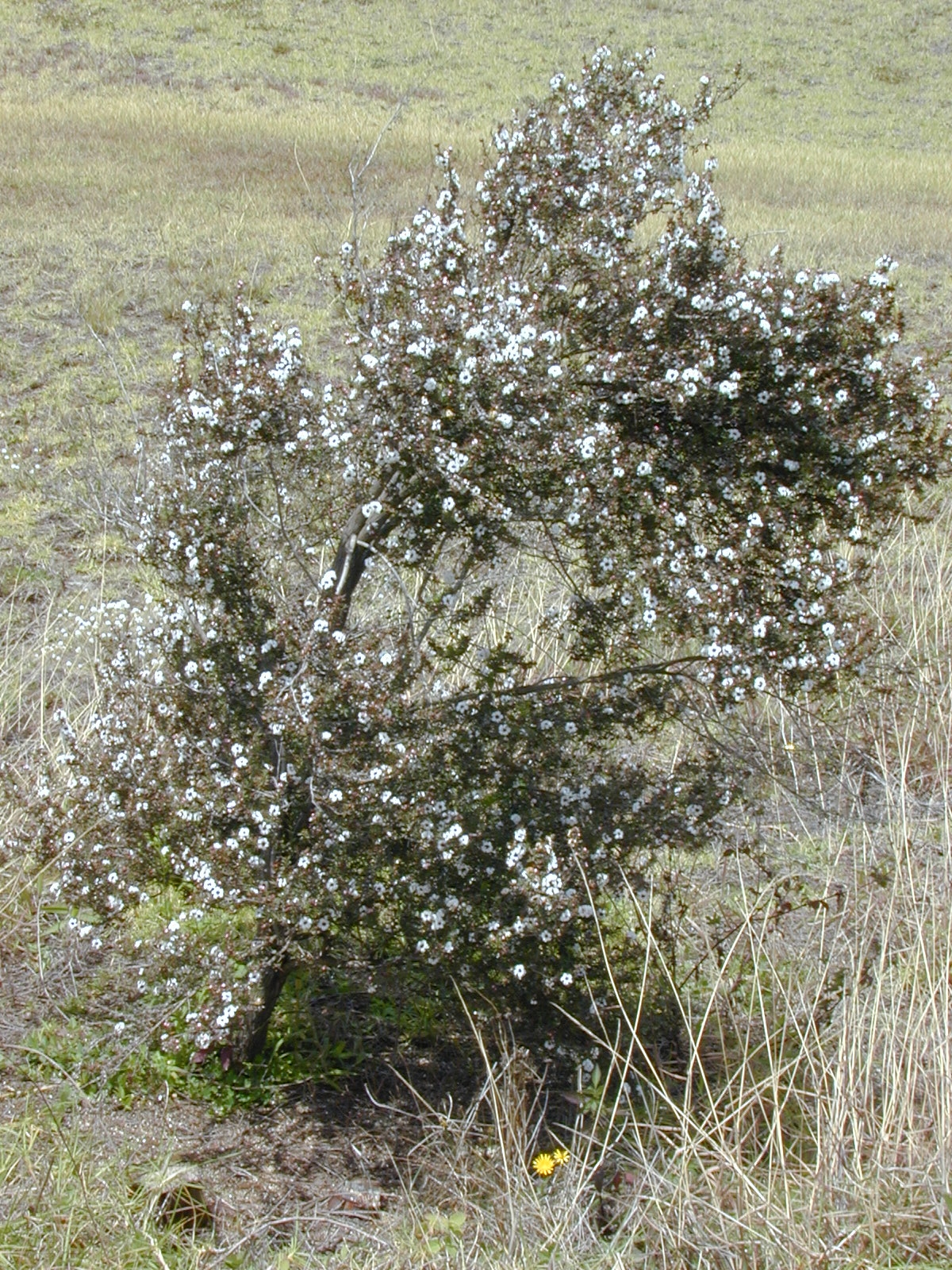
Vista de la planta

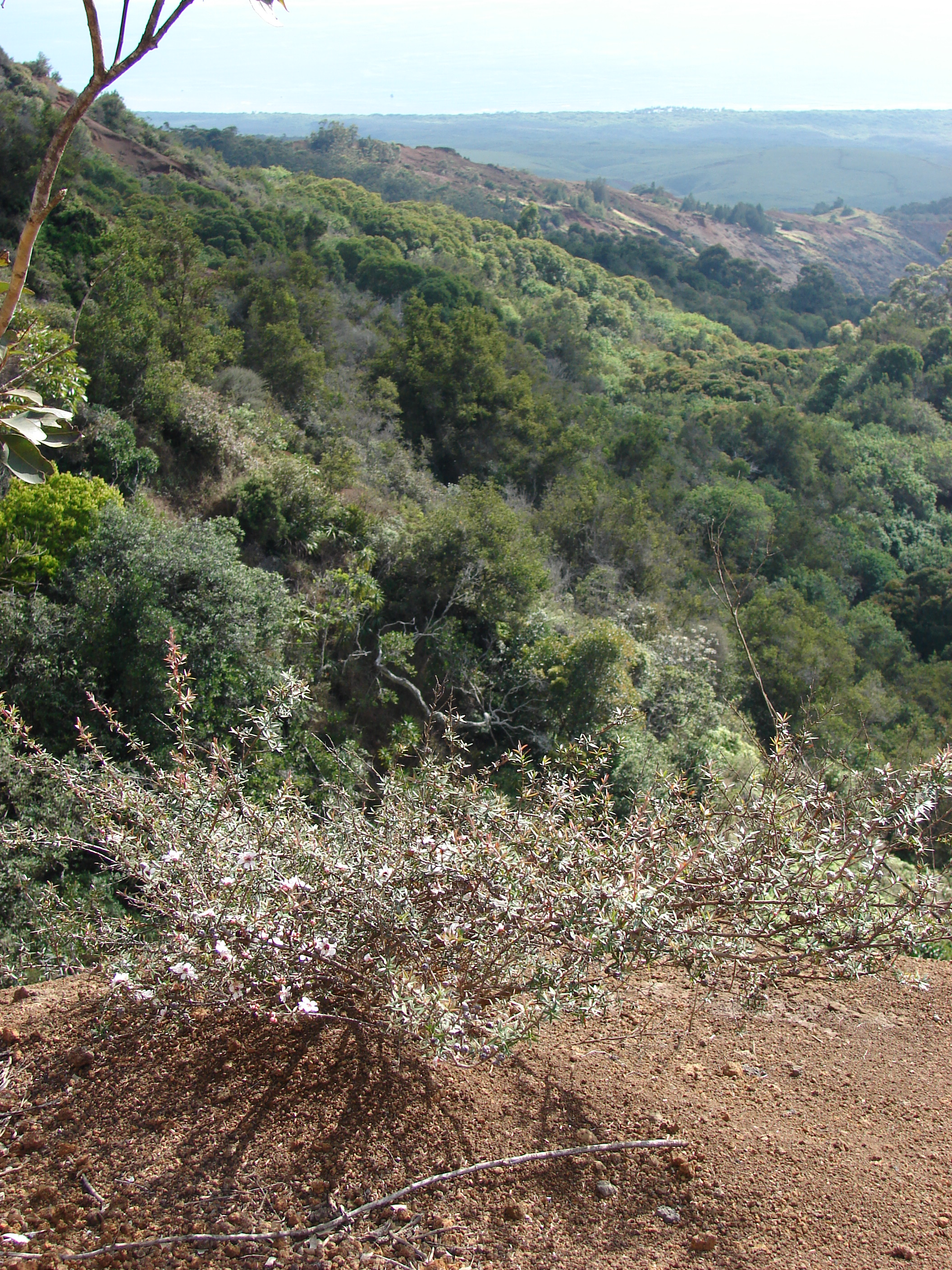
En su hábitat

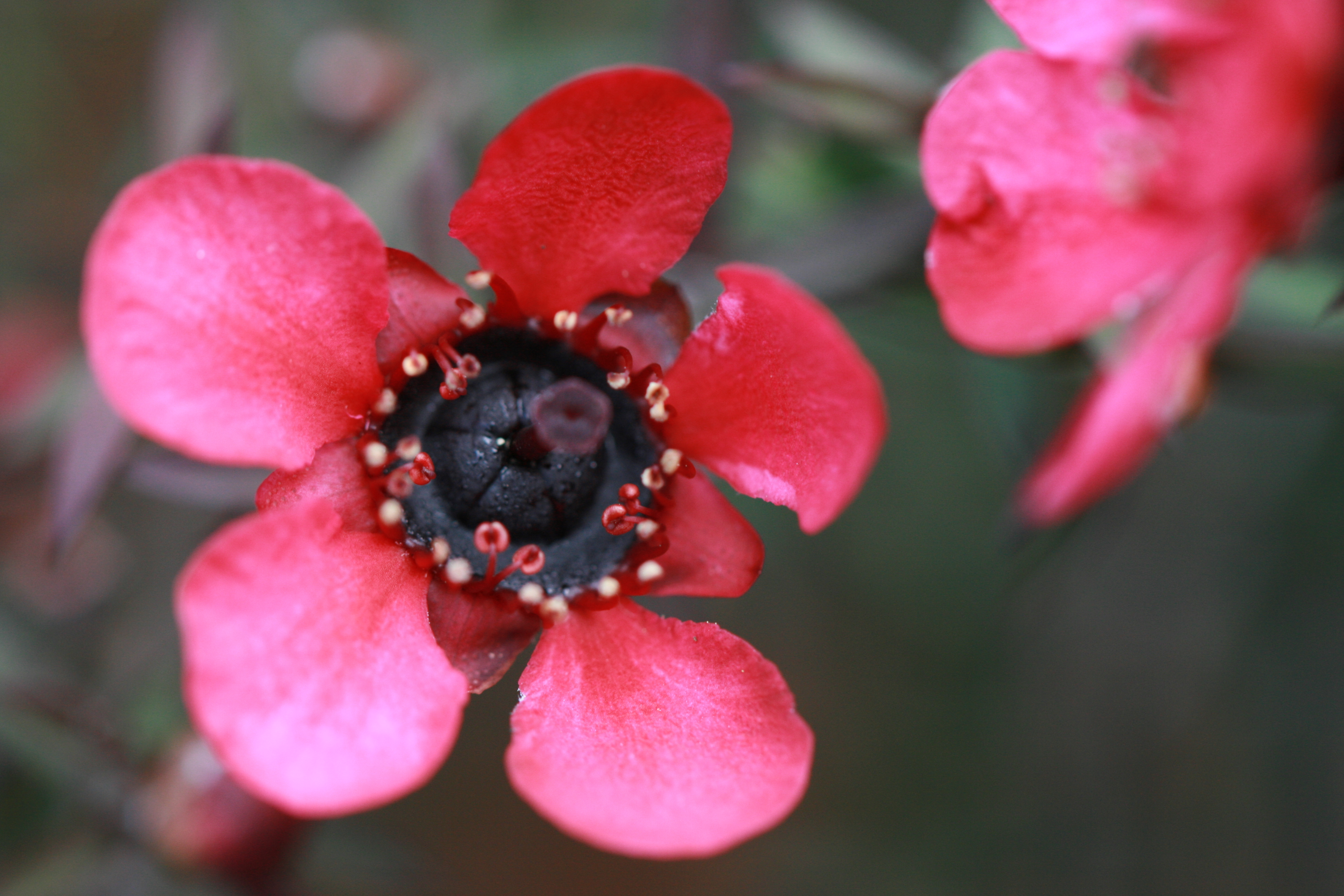
Con flor roja

## Nombres comunes
Manuka —del maorí 'mānuka'— es el nombre usado en Nueva Zelanda, aunque está más extendido el nombre "árbol de té" —tea tree— que comparte con Melaleuca spp. El nombre se difundió a partir del uso que James Cook hizo de sus hojas, como sucedáneo del té.

## Descripción
Es un árbol prolífico del tipo matorral y es con frecuencia una de las primeras especies en regenerar la tierra clareada. Es típicamente un arbusto que crece 2-5 m de alto, pero puede crecer a un tamaño de un árbol mediano de más o menos 15 m de altura. Es perennifolio, con ramas densas y hojas de 7-20 mm de largo y 2-6 mm de ancho, con una corta punta espinosa. Las flores son blancas, ocasionalmente rosas, 8-15 mm (raramente hasta 25 mm) de diámetro, con cinco pétalos. Esta especie es con frecuencia confundida con la especie relacionada Kanuka – la forma más fácil para encontrar la diferencia entre las dos especies en el campo es sentir su follaje – Las hojas del manuka son punzantes mientras las del kanuka son suaves. La madera es resistente y dura, y era con frecuencia usada en mangos para herramientas. El aserrín de manuka brinda un delicioso sabor cuando se usa para el ahumado de carnes y pescado. 

## Utilidades

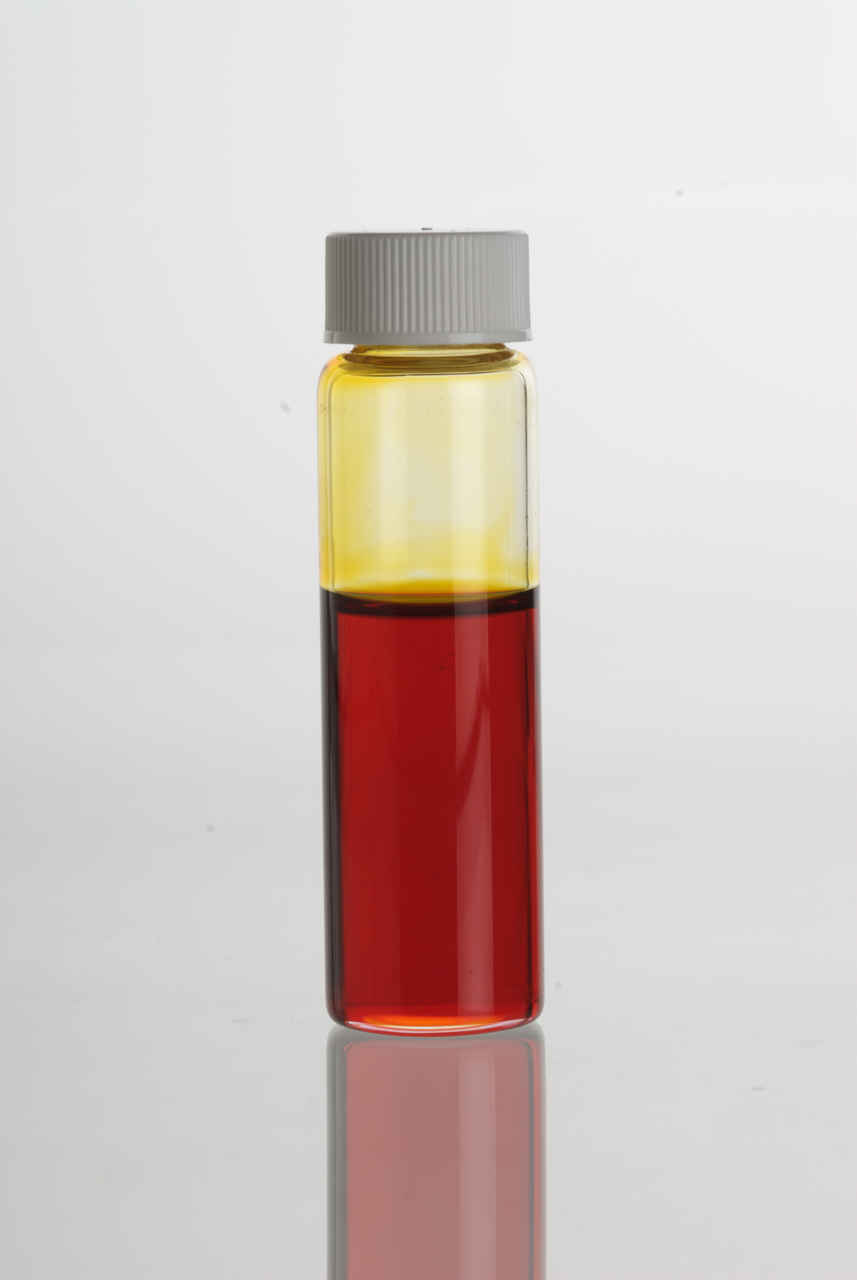
Aceite de árbol de té

Los maoríes usaban partes de la planta como medicina natural. 
Los pericos kakariki (Cyanoramphus) usan las hojas del manuka y el kanuka para deshacerse de los parásitos, masticando sus hojas y mezclándolo con el aceite de la glándula uropigial para aplicarlo en sus plumas.
A la  miel del manuka se le atribuyen propiedades antisépticas. [cita requerida]

## Taxonomía
Leptospermum scoparium fue descrita por J.R.Forst. & G.Forst. y publicado en Characteres Generum Plantarum 36. 1775.
Etimología
Leptospermum: nombre genérico que viene del griego antiguo "leptos" y "sperma", que significa "semilla fina".
scoparium: epíteto latino que significa "como una escoba"
Sinonimia
- Melaleuca scoparia (J.R.Forst. & G.Forst.) L.f. (1782).
- Leptospermum floribundum Salisb. (1796), nom. illeg.
- Leptospermum multiflorum Cav. (1797).
- Melaleuca tenuifolia J.C.Wendl. (1798).
- Leptospermum linifolium (Sol.) Dum.Cours. (1811), nom. illeg.
- Leptospermum obliquum Colla (1825).
- Leptospermum humifusum A.Cunn. ex Schauer (1841).
- Leptospermum oxycedrus Schauer (1841).
- Leptospermum pungens Otto & A.Dietr. (1841), nom. illeg.
- Leptospermum nichollsii Dorr.Sm. (1908).
- Leptospermum bullatum Fitzh. (1912).[6]
- Leptospermum floribundum Salisb.
- Philadelphus floribundus Usteri ex Roem.
- Philadelphus scoparius Aiton
- Philadelphus scoparius var. linifolius Aiton[7]